# Marx Reichlich

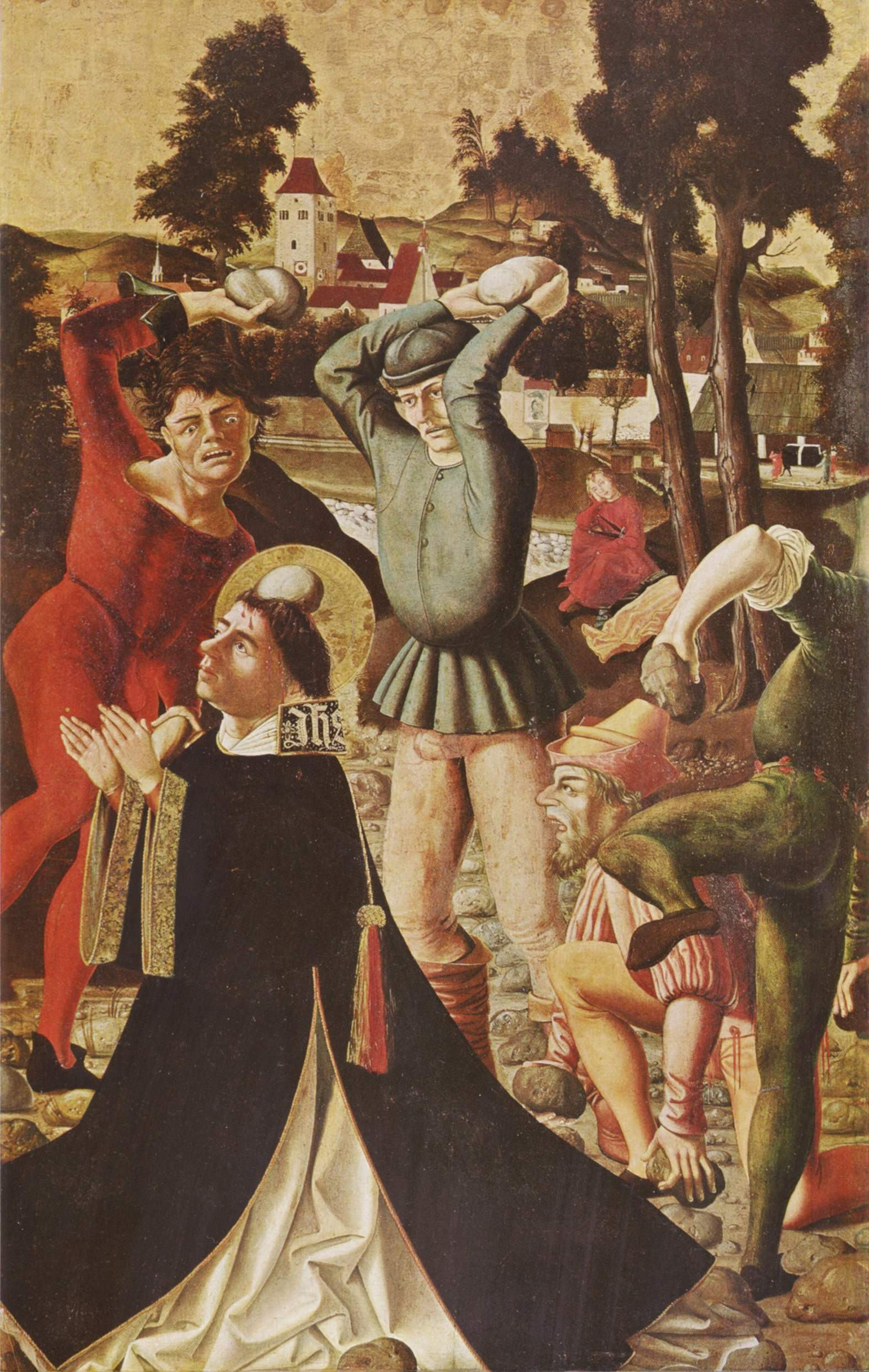
Marx Reichlich: Steinigung des Hl. Stephan, Detail des Jacobus-und-Stephan-Altars (1506), München, Alte Pinakothek Inv. 2595

Marx Reichlich (* um 1460 in Brixen; † 1520 vermutl. ebenda) war ein Südtiroler Maler der Spätgotik. Er wirkte vor allem in Südtirol und Tirol.

## Leben und Wirken
Marx war von 1494 bis 1508 in Salzburg tätig und man nimmt an, dass er Schüler von Friedrich Pacher und Mitarbeiter von Michael Pacher, der ihn stark prägte, war, am Altar der Salzburger Franziskanerkirche mitarbeitete und dessen Werkstatt fortsetzte. Er entwickelte eine eigenständige Koloristik, später auch mit venezianischen und lombardischen Einflüssen.
Im Jahre 1508 restaurierte er die Fresken auf Schloss Runkelstein (Südtirol). Der von ihm begonnene Hochaltar für Heiligenblut wurde von Wolfgang Maller vollendet. Um das Jahr 1500 fertigte er den Altar in St. Peter in Salzburg an. Heute befinden sich Teile in der Österreichischen Galerie Belvedere und in Privatbesitz. Nach 1500 entstanden zwei Predellenflügel im Stift Wilten mit Anbetung der Hirten, Anbetung der Könige, Heimsuchung und Anna Selbdritt.

## Meister des Angrerbildnisses
Marx Reichlich wird heute auch identifiziert mit dem Meister des Angrerbildnisses, dem Maler des Porträts des Brixener Domherrn Gregor Angrer, der namentlich nicht sicher bekannt ist.

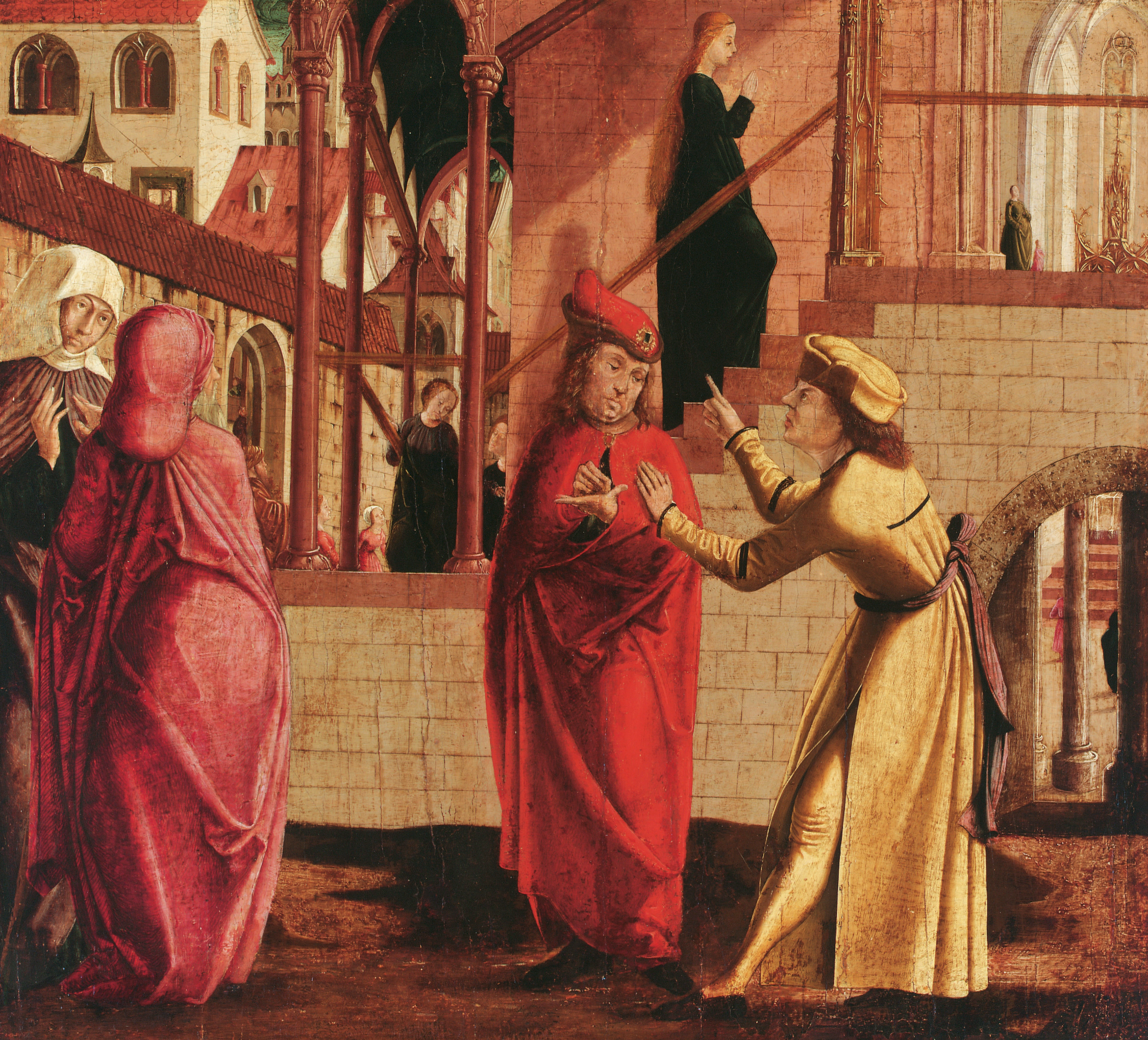
Tempelgang Mariens, 1502 (?), Belvedere, Wien

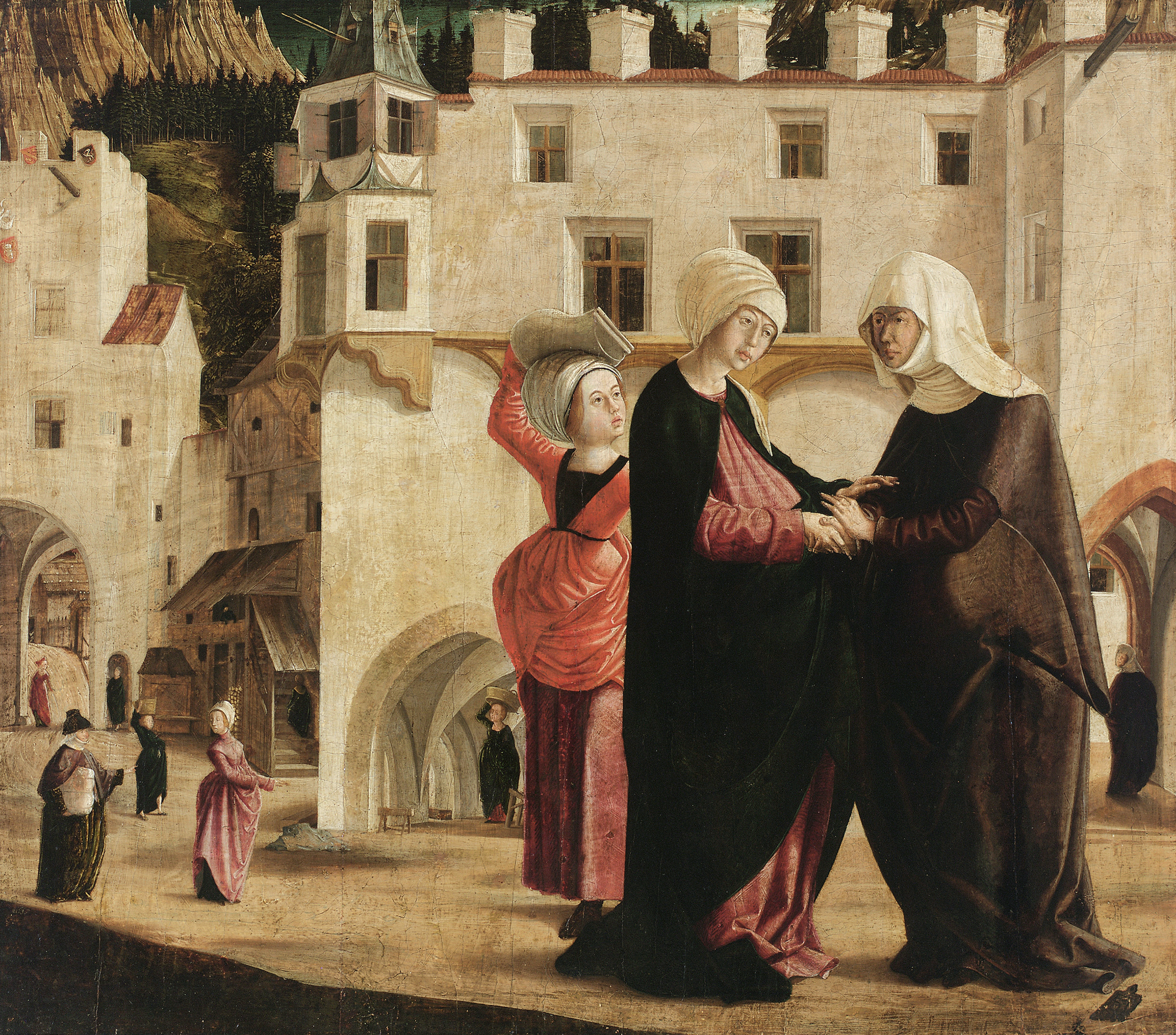
Heimsuchung, 1502 (?), Belvedere, Wien

## Werke
- Wiltener Epiphanie, 1489. Tiroler Landesmuseum, Innsbruck
- Das jüngste Gericht[2], um 1490. Chrysler Museum of Art, Norfolk, Virginia
- Hl. Georg und Hl. Florian mit Stifter Florian Waldauf[3], um 1501/05. Stadtmuseum Hall in Tirol
- Tempelgang Mariens, 1502 (?). Belvedere, Wien
- Heimsuchung, 1502 (?). Belvedere, Wien
- Jakobus-Stephanus-Altar, 1506 (Bilder aus dem Zyklus)[4]. Alte Pinakothek, München
- Jakobus-Stephanus-Altar,  1506 (Bilder aus dem Zyklus). Kloster Neustift bei Brixen
- Marienaltar[5] aus Kloster Neustift bei Brixen (Fragmente), 1511. Alte Pinakothek, München
- Gregor Angrer, Brixener Domherr[6], 1519. Tiroler Landesmuseum, Innsbruck
- Der Narr, 1519/20, als Leihgabe in der Yale University Art Gallery[7]

## Einzelbelege
1. ↑  Erstmals durch Vinzenz Oberhammer, zustimmend Egg, Madersbacher; zweifelnd Goldbach.
2. ↑  K. McMillan: Last Judgment, c. 1490, Marx Reichlich. In: Work of the month  June 2004, Chrysler Museum of Art, Online aufgerufen Dezember 2009.
3. ↑  "Hl. Georg und Hl. Florian mit Stifter Florian Waldauf", AEIOU, in: Austria-Forum, das Österreichische Wissensnetz. Online aufgerufen Dezember 2009.
4. ↑  Bestandsliste der Bayerischen Staatsgemäldesammlungen Inv. Nr. 2589–2591, 2594, 2595, 8571, 8639, 8640.
5. ↑  Bestandsliste der Bayerischen Staatsgemäldesammlungen Inv. Nr. 2587, 1459, 2588 und 5302.
6. ↑  Tiroler Landesmuseum Inv. Nr. Gem 122.
7. ↑  Yale University Art Gallery - Collections.

| Personendaten    | Personendaten                        |
| ---------------- | ------------------------------------ |
| NAME             | Reichlich, Marx                      |
| KURZBESCHREIBUNG | österreichischer Maler der Spätgotik |
| GEBURTSDATUM     | um 1460                              |
| GEBURTSORT       | Brixen                               |
| STERBEDATUM      | 1520                                 |
| STERBEORT        | unsicher: Brixen                     |